# Šindelová
Šindelová (en allemand : Schindlwald) est une commune du district de Sokolov, dans la région de Karlovy Vary, en Tchéquie. Sa population s'élevait à 302 habitants en 2018.

## Géographie
Šindelová se trouve dans les monts Métallifères, à 17 km au nord-nord-ouest de Sokolov, à 22 km à l'ouest-nord-ouest de Karlovy Vary et à 134 km à l'ouest-nord-ouest de Prague.
La commune est limitée par Přebuz au nord, par Vysoká Pec et Nejdek à l'est, par Jindřichovice au sud, et par Rotava et Stříbrná à l'ouest.

## Histoire
La première mention écrite de la localité date de 1480.

## Patrimoine

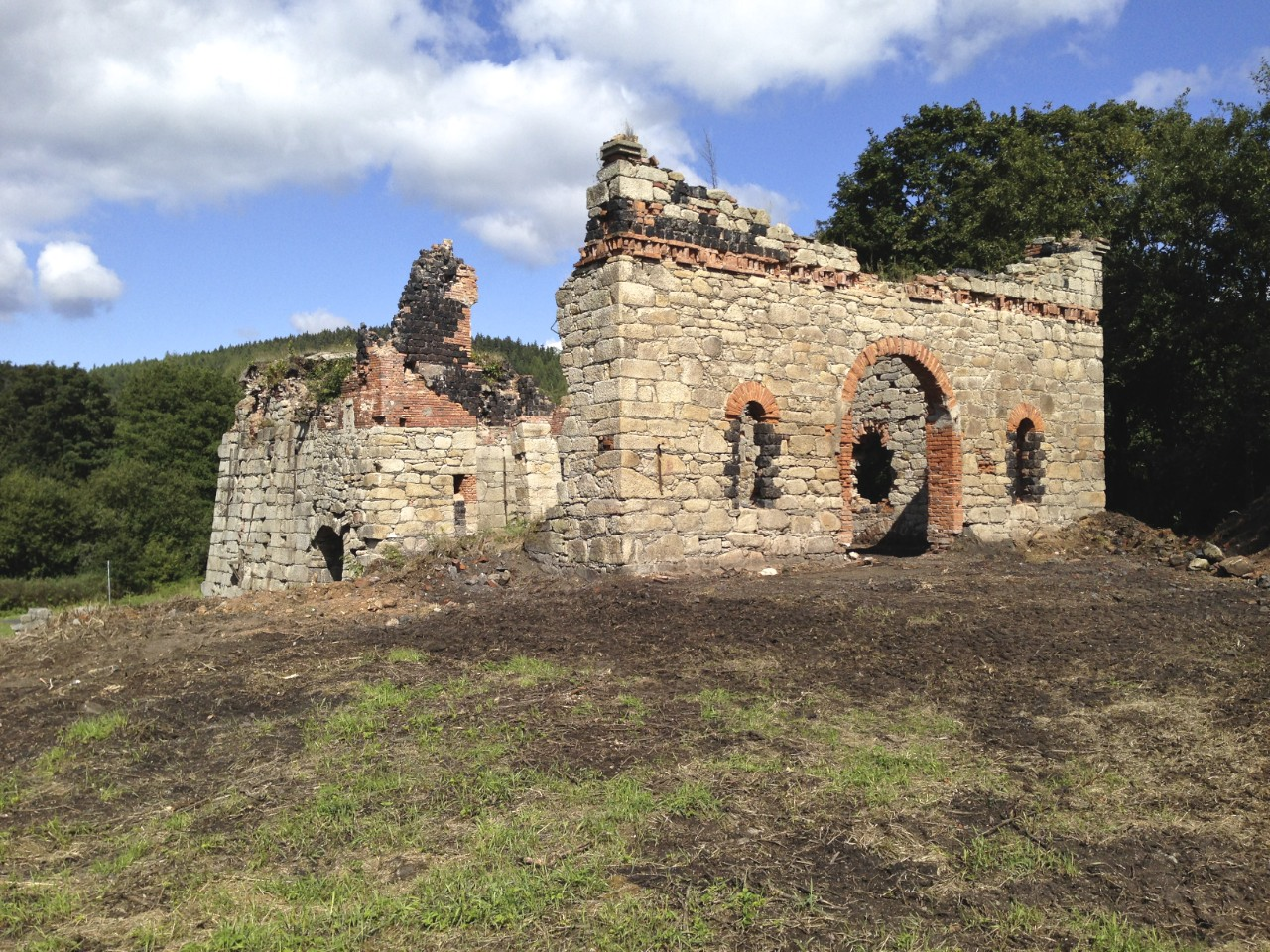
Ancienne forge de Šindelová.
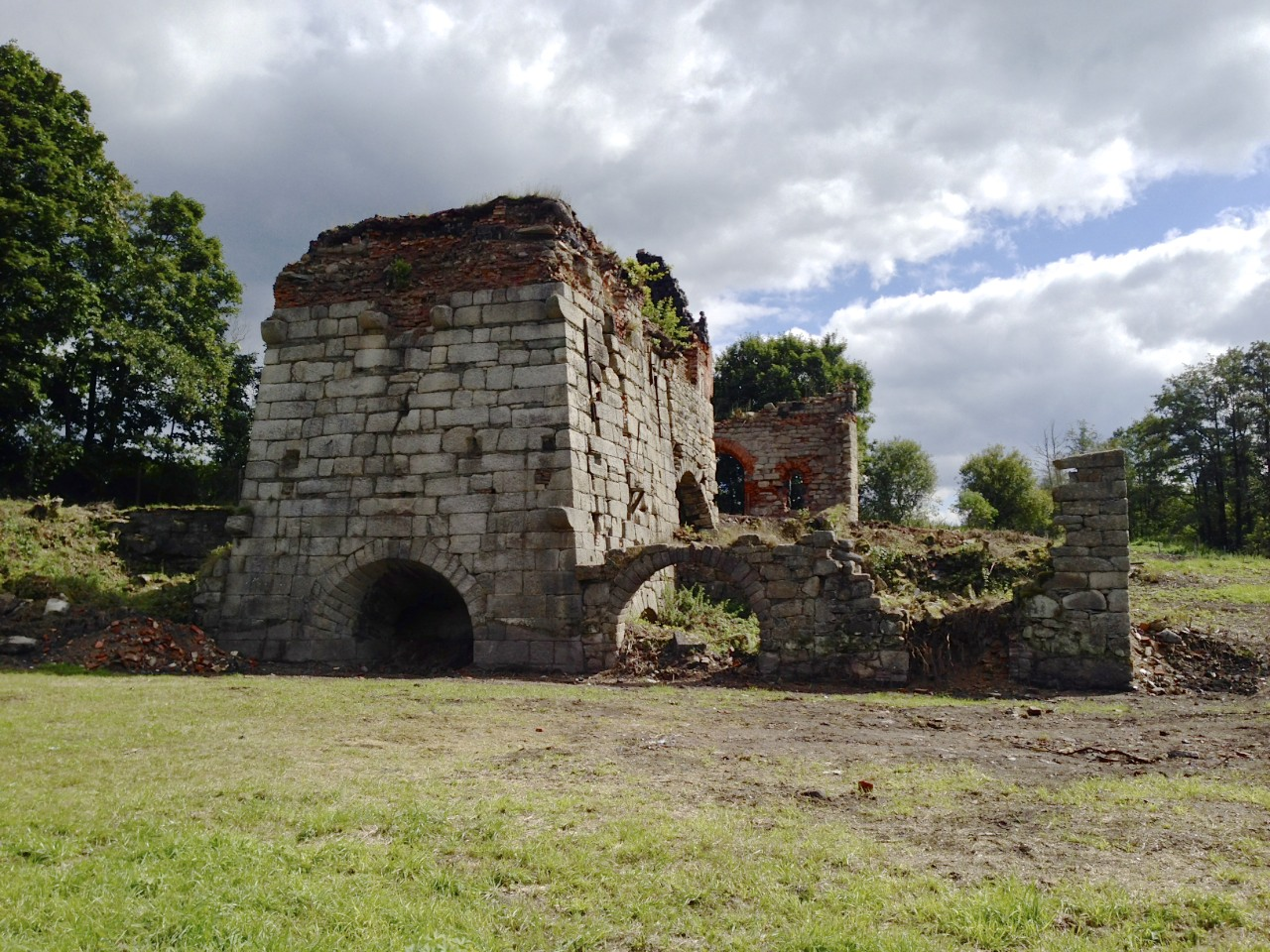
Vestiges du haut-fourneau.